# 타임 슬립
타임슬립(영어: time slip)은 두 개 또는 그 이상의 서로 연결된 타임라인을 갖는다. 판타지 및 SF의 클리셰로, 어떤 사람 또는 어떤 집단이 알 수 없는 이유로 시간을 거스르거나 앞질러 과거 또는 미래에 떨어지는 일을 말한다. 사고에 가까운 초상현상(초자연현상)이라는 점에서, 의도적으로 시간을 거스르는 타임머신을 이용한 시간여행과는 구분된다.
타임슬립 개념은 여러 사람들이 들고 나왔으나, 대개 19세기에 마크 트웨인이 쓴 《아서 왕 궁정의 코네티컷 양키》를 그 시초로 친다. 타임머신류와의 가장 큰 차이는 주인공은 시간을 뛰어넘는 일에 대한 제어능력이 없고, 또 그 과정을 이해할 수도 없다. 대개는 그 원리가 독자에게도 전혀 설명되지 않는다. 아동문학에서도 자주 나타나는 장치이다.

## 같이 보기
- 시간 여행